# Mamalillikulla
Mamalillikulla (Mamalilikulla, Mamaleleqala, Mamalelekala) pleme je iz grupe pravih Kwakiutla, porodice Wakashan, nastanjeno na Village Islandu pred obalom otoka Vancouver u Britanskoj Kolumbiji, Kanada. 
Pleme 1985. godine mijenja svoje ime iz Mamallillikulla ("vidilo ih se gdje plivaju"; "seen to be swimming") u Mamaleleqala-Que'Qua'Sot'Enox, što je ustvari spoj dvaju plemenskih imena Mamalilikulla i Qwe'qwa'sot enox (Qwe'Qwa'Sot'Em), poznatijih kao Koeksotenok s Gilfordova otoka, a s kojima žive danas kao jedno od 'prvih naroda'. Svoje tradicionalno selo na Village Islandu napustili su ranih 1970-ih godina prošlog stoljeća.

## Vanjske poveznice
- Kwakiutl Indian Tribe History
- Mamalilikulla-Qwe'Qwa'Sot'Em  Arhivirana inačica izvorne stranice od 16. lipnja 2008. (Wayback Machine)